# 瓦莱卡斯泰拉纳
瓦莱卡斯泰拉纳（義大利語：Valle Castellana），是意大利泰拉莫省的一个市镇。总面积134平方公里，人口1059人，人口密度7.9人/平方公里（2009年）。ISTAT代码为067046。